# Mittagskogl
Mittagskogl är en bergstopp i Österrike.   Den ligger i distriktet Imst och förbundslandet Tyrolen, i den västra delen av landet, 400 km väster om huvudstaden Wien. Toppen på Mittagskogl är 2 907 meter över havet.
Terrängen runt Mittagskogl är bergig. Runt Mittagskogl är det ganska glesbefolkat, med 35 invånare per kvadratkilometer.. Närmaste större samhälle är Sölden, 10,8 km öster om Mittagskogl. 
Trakten runt Mittagskogl består i huvudsak av gräsmarker.